# Marie-Paule Salonne
Marie-Paule Salonne, née en 1902, morte en 1947, est une écrivaine bretonne, surtout connue pour ses poèmes et ses essais. Elle reçoit le prix Montyon en 1946.

## Biographie
Marie-Paule Salonne est née le 12 février 1902 à Morlaix, mais ses origines sont plutôt du Morbihan, et elle descend d'un barde aveugle, Yann ar Gwenn. Son père devient notaire à Plancoët, dans les Côtes-du-Nord, et elle y reste la plupart de sa vie. Sa mère est Marie Le Gac-Salonne, pionnière du féminisme en Bretagne.

### Poèmes rationalistes puis mystiques
Elle écrit des poèmes qui la font connaître très jeune, elle est même « considérée, non sans raison, comme l'enfant prodige de Plancoët ». Ses premiers poèmes sont d'abord marqués par son rationalisme. Elle épouse en 1925 André Duvignac, mais cette union n'a guère de réussite selon Avril. Sa poésie reflète ensuite plutôt sa qualité de mère, et évolue vers le mysticisme.
Marie-Paule Salonne publie huit recueils de poésie, qui lui assurent une large notoriété, reflétant son « âme ardente ». Parmi ses recueils des poésies, les plus notables sont À l'école des papillons, publié en 1920 ; Ma Maison dans la brume, de 1921 ; Le Fruit de nos entrailles, de 1929 ; L'Ossuaire charnel, de 1935 ; et Une Nuit dans ma maison, de 1938. A. P. Ségalen relève particulièrement Le Fruit de nos entrailles et L'Ossuaire charnel parmi les œuvres poétiques de cette « attachante et mélancolique figure de femme-poète ».

### Romans, essais, prix Montyon
Selon Jean-Loup Avril, les autres livres de Marie-Paule Salonne n'ont pas la même qualité que sa poésie. C'est notamment le cas du roman L'Âge de perle, en 1932, et de l'essai Chateaubriand et les dames de Plancoët, en 1933.
Elle publie ensuite en 1945 Fends la bise : scènes du maquis breton, qui évoque la Résistance dans sa région. Pour cette œuvre, elle reçoit en 1946 le prix Montyon décerné par l'Académie française. Cette œuvre est encore rééditée en 1997.
L'année suivante, elle témoigne du « génie traditionnel de son pays » dans l'ouvrage Légendes de Bretagne (1946). Elle y narre des aventures pleines de merveilleux, provenant du fonds culturel celto-armoricain. Par ailleurs, comme Georges Lenôtre, elle évoque dans ses œuvres les souvenirs de la chouannerie.
Marie-Paule Salonne meurt à Plancoët en septembre 1947.

## Hommages

### Distinctions
- Prix Sobrier-Arnould 1939, de l'Académie française, pour Une nuit dans sa maison.
- Prix Montyon 1946, de l'Académie française, pour son essai Fends la bise : scènes du maquis breton[6].

### Autres hommages
Quatre villes bretonnes la commémorent par des noms de rues :
- Une plaque commémorative et la rue Marie-Paule Salonne rappellent son souvenir à Plancoët, dans les Côtes-du-Nord ;
- Des rues portent également son nom à Saint-Brieuc et à Morlaix ;
- À Quimper, c'est l'allée Marie-Paule Salonne qui porte son nom.

## Principales œuvres
- À l'école des papillons, 1920.
- Ma Maison dans la brume, 1921.
- Le Fruit de nos entrailles, préface d'André Dumas, Saint-Brieuc, O.-L. Aubert, 1928 ; réédition 1929.
- L'Âge de perle, 1931 ; réédition 1932.
- La Bienvenue de Merlin aux libraires de France. A Rennes le 7 août 1932, 1932.
- Chateaubriand et les dames de Plancoët, documents inédits, Saint-Brieuc, Éditions Aubert, 1933 ; 2e édition : Saint-Brieuc, les Presses bretonnes, 1960.
- L'Ossuaire charnel, 1935.
- Une nuit dans sa maison, Paris, Spes, 1938.
- Sur les pas du silence, Paris, Bloud et Gay, 1942 ; réédité en 1945.
- Sainte Marguerite de Cortone vous parle de la conversion, Paris, Éditions franciscaines, 1943.
- Saint Yves : patron des avocats, avocat des opprimés, Paris, Éditions franciscaines, 1945.
- Fends la bise : scènes du maquis breton, [Paris], Bloud & Gay 1945 (Prix Montyon de l'Académie française, 1946) ; réédition 1946 ou 1947 ; nouv. réédition sous le titre : Fends la bise : Aïde, jeune Bretonne, agent de liaison, Rennes, la Découvrance, 1997.
- Légendes de Bretagne, 1946.
- Poèmes choisis de Marie-Paule Salonne, présentation par Anne Selle, Blainville-sur-Mer, L'Amitié par le livre, 1960.